# Mellangölen (Stora Åby socken, Östergötland)
Mellangölen är en sjö i Ödeshögs kommun i Östergötland och ingår i Motala ströms huvudavrinningsområde.